# Блокування (шахи)
Блокування (блокування поля) — тактичний прийом в шахах, за допомогою якого суперника змушують здійснювати ходи, після яких одні фігури (як правило менш цінні) заважають пересуванню інших власних фігур. Особливий вид - заманювання: при заманюванні об'єкт нападу — заманювана фігура, при блокуванні — блокована.

## Приклади

### Атака на короля
|   | a | b | c | d | e | f | g | h |   |
| 8 | b7 чорний пішак · h7 чорний король · f6 чорний пішак · g6 чорний пішак · h5 чорний пішак · a4 білий пішак · e4 чорний ферзь · f4 білий пішак · h4 білий король · c3 білий ферзь · g3 білий пішак · h3 білий пішак | b7 чорний пішак · h7 чорний король · f6 чорний пішак · g6 чорний пішак · h5 чорний пішак · a4 білий пішак · e4 чорний ферзь · f4 білий пішак · h4 білий король · c3 білий ферзь · g3 білий пішак · h3 білий пішак | b7 чорний пішак · h7 чорний король · f6 чорний пішак · g6 чорний пішак · h5 чорний пішак · a4 білий пішак · e4 чорний ферзь · f4 білий пішак · h4 білий король · c3 білий ферзь · g3 білий пішак · h3 білий пішак | b7 чорний пішак · h7 чорний король · f6 чорний пішак · g6 чорний пішак · h5 чорний пішак · a4 білий пішак · e4 чорний ферзь · f4 білий пішак · h4 білий король · c3 білий ферзь · g3 білий пішак · h3 білий пішак | b7 чорний пішак · h7 чорний король · f6 чорний пішак · g6 чорний пішак · h5 чорний пішак · a4 білий пішак · e4 чорний ферзь · f4 білий пішак · h4 білий король · c3 білий ферзь · g3 білий пішак · h3 білий пішак | b7 чорний пішак · h7 чорний король · f6 чорний пішак · g6 чорний пішак · h5 чорний пішак · a4 білий пішак · e4 чорний ферзь · f4 білий пішак · h4 білий король · c3 білий ферзь · g3 білий пішак · h3 білий пішак | b7 чорний пішак · h7 чорний король · f6 чорний пішак · g6 чорний пішак · h5 чорний пішак · a4 білий пішак · e4 чорний ферзь · f4 білий пішак · h4 білий король · c3 білий ферзь · g3 білий пішак · h3 білий пішак | b7 чорний пішак · h7 чорний король · f6 чорний пішак · g6 чорний пішак · h5 чорний пішак · a4 білий пішак · e4 чорний ферзь · f4 білий пішак · h4 білий король · c3 білий ферзь · g3 білий пішак · h3 білий пішак | 8 |
| 7 | b7 чорний пішак · h7 чорний король · f6 чорний пішак · g6 чорний пішак · h5 чорний пішак · a4 білий пішак · e4 чорний ферзь · f4 білий пішак · h4 білий король · c3 білий ферзь · g3 білий пішак · h3 білий пішак | b7 чорний пішак · h7 чорний король · f6 чорний пішак · g6 чорний пішак · h5 чорний пішак · a4 білий пішак · e4 чорний ферзь · f4 білий пішак · h4 білий король · c3 білий ферзь · g3 білий пішак · h3 білий пішак | b7 чорний пішак · h7 чорний король · f6 чорний пішак · g6 чорний пішак · h5 чорний пішак · a4 білий пішак · e4 чорний ферзь · f4 білий пішак · h4 білий король · c3 білий ферзь · g3 білий пішак · h3 білий пішак | b7 чорний пішак · h7 чорний король · f6 чорний пішак · g6 чорний пішак · h5 чорний пішак · a4 білий пішак · e4 чорний ферзь · f4 білий пішак · h4 білий король · c3 білий ферзь · g3 білий пішак · h3 білий пішак | b7 чорний пішак · h7 чорний король · f6 чорний пішак · g6 чорний пішак · h5 чорний пішак · a4 білий пішак · e4 чорний ферзь · f4 білий пішак · h4 білий король · c3 білий ферзь · g3 білий пішак · h3 білий пішак | b7 чорний пішак · h7 чорний король · f6 чорний пішак · g6 чорний пішак · h5 чорний пішак · a4 білий пішак · e4 чорний ферзь · f4 білий пішак · h4 білий король · c3 білий ферзь · g3 білий пішак · h3 білий пішак | b7 чорний пішак · h7 чорний король · f6 чорний пішак · g6 чорний пішак · h5 чорний пішак · a4 білий пішак · e4 чорний ферзь · f4 білий пішак · h4 білий король · c3 білий ферзь · g3 білий пішак · h3 білий пішак | b7 чорний пішак · h7 чорний король · f6 чорний пішак · g6 чорний пішак · h5 чорний пішак · a4 білий пішак · e4 чорний ферзь · f4 білий пішак · h4 білий король · c3 білий ферзь · g3 білий пішак · h3 білий пішак | 7 |
| 6 | b7 чорний пішак · h7 чорний король · f6 чорний пішак · g6 чорний пішак · h5 чорний пішак · a4 білий пішак · e4 чорний ферзь · f4 білий пішак · h4 білий король · c3 білий ферзь · g3 білий пішак · h3 білий пішак | b7 чорний пішак · h7 чорний король · f6 чорний пішак · g6 чорний пішак · h5 чорний пішак · a4 білий пішак · e4 чорний ферзь · f4 білий пішак · h4 білий король · c3 білий ферзь · g3 білий пішак · h3 білий пішак | b7 чорний пішак · h7 чорний король · f6 чорний пішак · g6 чорний пішак · h5 чорний пішак · a4 білий пішак · e4 чорний ферзь · f4 білий пішак · h4 білий король · c3 білий ферзь · g3 білий пішак · h3 білий пішак | b7 чорний пішак · h7 чорний король · f6 чорний пішак · g6 чорний пішак · h5 чорний пішак · a4 білий пішак · e4 чорний ферзь · f4 білий пішак · h4 білий король · c3 білий ферзь · g3 білий пішак · h3 білий пішак | b7 чорний пішак · h7 чорний король · f6 чорний пішак · g6 чорний пішак · h5 чорний пішак · a4 білий пішак · e4 чорний ферзь · f4 білий пішак · h4 білий король · c3 білий ферзь · g3 білий пішак · h3 білий пішак | b7 чорний пішак · h7 чорний король · f6 чорний пішак · g6 чорний пішак · h5 чорний пішак · a4 білий пішак · e4 чорний ферзь · f4 білий пішак · h4 білий король · c3 білий ферзь · g3 білий пішак · h3 білий пішак | b7 чорний пішак · h7 чорний король · f6 чорний пішак · g6 чорний пішак · h5 чорний пішак · a4 білий пішак · e4 чорний ферзь · f4 білий пішак · h4 білий король · c3 білий ферзь · g3 білий пішак · h3 білий пішак | b7 чорний пішак · h7 чорний король · f6 чорний пішак · g6 чорний пішак · h5 чорний пішак · a4 білий пішак · e4 чорний ферзь · f4 білий пішак · h4 білий король · c3 білий ферзь · g3 білий пішак · h3 білий пішак | 6 |
| 5 | b7 чорний пішак · h7 чорний король · f6 чорний пішак · g6 чорний пішак · h5 чорний пішак · a4 білий пішак · e4 чорний ферзь · f4 білий пішак · h4 білий король · c3 білий ферзь · g3 білий пішак · h3 білий пішак | b7 чорний пішак · h7 чорний король · f6 чорний пішак · g6 чорний пішак · h5 чорний пішак · a4 білий пішак · e4 чорний ферзь · f4 білий пішак · h4 білий король · c3 білий ферзь · g3 білий пішак · h3 білий пішак | b7 чорний пішак · h7 чорний король · f6 чорний пішак · g6 чорний пішак · h5 чорний пішак · a4 білий пішак · e4 чорний ферзь · f4 білий пішак · h4 білий король · c3 білий ферзь · g3 білий пішак · h3 білий пішак | b7 чорний пішак · h7 чорний король · f6 чорний пішак · g6 чорний пішак · h5 чорний пішак · a4 білий пішак · e4 чорний ферзь · f4 білий пішак · h4 білий король · c3 білий ферзь · g3 білий пішак · h3 білий пішак | b7 чорний пішак · h7 чорний король · f6 чорний пішак · g6 чорний пішак · h5 чорний пішак · a4 білий пішак · e4 чорний ферзь · f4 білий пішак · h4 білий король · c3 білий ферзь · g3 білий пішак · h3 білий пішак | b7 чорний пішак · h7 чорний король · f6 чорний пішак · g6 чорний пішак · h5 чорний пішак · a4 білий пішак · e4 чорний ферзь · f4 білий пішак · h4 білий король · c3 білий ферзь · g3 білий пішак · h3 білий пішак | b7 чорний пішак · h7 чорний король · f6 чорний пішак · g6 чорний пішак · h5 чорний пішак · a4 білий пішак · e4 чорний ферзь · f4 білий пішак · h4 білий король · c3 білий ферзь · g3 білий пішак · h3 білий пішак | b7 чорний пішак · h7 чорний король · f6 чорний пішак · g6 чорний пішак · h5 чорний пішак · a4 білий пішак · e4 чорний ферзь · f4 білий пішак · h4 білий король · c3 білий ферзь · g3 білий пішак · h3 білий пішак | 5 |
| 4 | b7 чорний пішак · h7 чорний король · f6 чорний пішак · g6 чорний пішак · h5 чорний пішак · a4 білий пішак · e4 чорний ферзь · f4 білий пішак · h4 білий король · c3 білий ферзь · g3 білий пішак · h3 білий пішак | b7 чорний пішак · h7 чорний король · f6 чорний пішак · g6 чорний пішак · h5 чорний пішак · a4 білий пішак · e4 чорний ферзь · f4 білий пішак · h4 білий король · c3 білий ферзь · g3 білий пішак · h3 білий пішак | b7 чорний пішак · h7 чорний король · f6 чорний пішак · g6 чорний пішак · h5 чорний пішак · a4 білий пішак · e4 чорний ферзь · f4 білий пішак · h4 білий король · c3 білий ферзь · g3 білий пішак · h3 білий пішак | b7 чорний пішак · h7 чорний король · f6 чорний пішак · g6 чорний пішак · h5 чорний пішак · a4 білий пішак · e4 чорний ферзь · f4 білий пішак · h4 білий король · c3 білий ферзь · g3 білий пішак · h3 білий пішак | b7 чорний пішак · h7 чорний король · f6 чорний пішак · g6 чорний пішак · h5 чорний пішак · a4 білий пішак · e4 чорний ферзь · f4 білий пішак · h4 білий король · c3 білий ферзь · g3 білий пішак · h3 білий пішак | b7 чорний пішак · h7 чорний король · f6 чорний пішак · g6 чорний пішак · h5 чорний пішак · a4 білий пішак · e4 чорний ферзь · f4 білий пішак · h4 білий король · c3 білий ферзь · g3 білий пішак · h3 білий пішак | b7 чорний пішак · h7 чорний король · f6 чорний пішак · g6 чорний пішак · h5 чорний пішак · a4 білий пішак · e4 чорний ферзь · f4 білий пішак · h4 білий король · c3 білий ферзь · g3 білий пішак · h3 білий пішак | b7 чорний пішак · h7 чорний король · f6 чорний пішак · g6 чорний пішак · h5 чорний пішак · a4 білий пішак · e4 чорний ферзь · f4 білий пішак · h4 білий король · c3 білий ферзь · g3 білий пішак · h3 білий пішак | 4 |
| 3 | b7 чорний пішак · h7 чорний король · f6 чорний пішак · g6 чорний пішак · h5 чорний пішак · a4 білий пішак · e4 чорний ферзь · f4 білий пішак · h4 білий король · c3 білий ферзь · g3 білий пішак · h3 білий пішак | b7 чорний пішак · h7 чорний король · f6 чорний пішак · g6 чорний пішак · h5 чорний пішак · a4 білий пішак · e4 чорний ферзь · f4 білий пішак · h4 білий король · c3 білий ферзь · g3 білий пішак · h3 білий пішак | b7 чорний пішак · h7 чорний король · f6 чорний пішак · g6 чорний пішак · h5 чорний пішак · a4 білий пішак · e4 чорний ферзь · f4 білий пішак · h4 білий король · c3 білий ферзь · g3 білий пішак · h3 білий пішак | b7 чорний пішак · h7 чорний король · f6 чорний пішак · g6 чорний пішак · h5 чорний пішак · a4 білий пішак · e4 чорний ферзь · f4 білий пішак · h4 білий король · c3 білий ферзь · g3 білий пішак · h3 білий пішак | b7 чорний пішак · h7 чорний король · f6 чорний пішак · g6 чорний пішак · h5 чорний пішак · a4 білий пішак · e4 чорний ферзь · f4 білий пішак · h4 білий король · c3 білий ферзь · g3 білий пішак · h3 білий пішак | b7 чорний пішак · h7 чорний король · f6 чорний пішак · g6 чорний пішак · h5 чорний пішак · a4 білий пішак · e4 чорний ферзь · f4 білий пішак · h4 білий король · c3 білий ферзь · g3 білий пішак · h3 білий пішак | b7 чорний пішак · h7 чорний король · f6 чорний пішак · g6 чорний пішак · h5 чорний пішак · a4 білий пішак · e4 чорний ферзь · f4 білий пішак · h4 білий король · c3 білий ферзь · g3 білий пішак · h3 білий пішак | b7 чорний пішак · h7 чорний король · f6 чорний пішак · g6 чорний пішак · h5 чорний пішак · a4 білий пішак · e4 чорний ферзь · f4 білий пішак · h4 білий король · c3 білий ферзь · g3 білий пішак · h3 білий пішак | 3 |
| 2 | b7 чорний пішак · h7 чорний король · f6 чорний пішак · g6 чорний пішак · h5 чорний пішак · a4 білий пішак · e4 чорний ферзь · f4 білий пішак · h4 білий король · c3 білий ферзь · g3 білий пішак · h3 білий пішак | b7 чорний пішак · h7 чорний король · f6 чорний пішак · g6 чорний пішак · h5 чорний пішак · a4 білий пішак · e4 чорний ферзь · f4 білий пішак · h4 білий король · c3 білий ферзь · g3 білий пішак · h3 білий пішак | b7 чорний пішак · h7 чорний король · f6 чорний пішак · g6 чорний пішак · h5 чорний пішак · a4 білий пішак · e4 чорний ферзь · f4 білий пішак · h4 білий король · c3 білий ферзь · g3 білий пішак · h3 білий пішак | b7 чорний пішак · h7 чорний король · f6 чорний пішак · g6 чорний пішак · h5 чорний пішак · a4 білий пішак · e4 чорний ферзь · f4 білий пішак · h4 білий король · c3 білий ферзь · g3 білий пішак · h3 білий пішак | b7 чорний пішак · h7 чорний король · f6 чорний пішак · g6 чорний пішак · h5 чорний пішак · a4 білий пішак · e4 чорний ферзь · f4 білий пішак · h4 білий король · c3 білий ферзь · g3 білий пішак · h3 білий пішак | b7 чорний пішак · h7 чорний король · f6 чорний пішак · g6 чорний пішак · h5 чорний пішак · a4 білий пішак · e4 чорний ферзь · f4 білий пішак · h4 білий король · c3 білий ферзь · g3 білий пішак · h3 білий пішак | b7 чорний пішак · h7 чорний король · f6 чорний пішак · g6 чорний пішак · h5 чорний пішак · a4 білий пішак · e4 чорний ферзь · f4 білий пішак · h4 білий король · c3 білий ферзь · g3 білий пішак · h3 білий пішак | b7 чорний пішак · h7 чорний король · f6 чорний пішак · g6 чорний пішак · h5 чорний пішак · a4 білий пішак · e4 чорний ферзь · f4 білий пішак · h4 білий король · c3 білий ферзь · g3 білий пішак · h3 білий пішак | 2 |
| 1 | b7 чорний пішак · h7 чорний король · f6 чорний пішак · g6 чорний пішак · h5 чорний пішак · a4 білий пішак · e4 чорний ферзь · f4 білий пішак · h4 білий король · c3 білий ферзь · g3 білий пішак · h3 білий пішак | b7 чорний пішак · h7 чорний король · f6 чорний пішак · g6 чорний пішак · h5 чорний пішак · a4 білий пішак · e4 чорний ферзь · f4 білий пішак · h4 білий король · c3 білий ферзь · g3 білий пішак · h3 білий пішак | b7 чорний пішак · h7 чорний король · f6 чорний пішак · g6 чорний пішак · h5 чорний пішак · a4 білий пішак · e4 чорний ферзь · f4 білий пішак · h4 білий король · c3 білий ферзь · g3 білий пішак · h3 білий пішак | b7 чорний пішак · h7 чорний король · f6 чорний пішак · g6 чорний пішак · h5 чорний пішак · a4 білий пішак · e4 чорний ферзь · f4 білий пішак · h4 білий король · c3 білий ферзь · g3 білий пішак · h3 білий пішак | b7 чорний пішак · h7 чорний король · f6 чорний пішак · g6 чорний пішак · h5 чорний пішак · a4 білий пішак · e4 чорний ферзь · f4 білий пішак · h4 білий король · c3 білий ферзь · g3 білий пішак · h3 білий пішак | b7 чорний пішак · h7 чорний король · f6 чорний пішак · g6 чорний пішак · h5 чорний пішак · a4 білий пішак · e4 чорний ферзь · f4 білий пішак · h4 білий король · c3 білий ферзь · g3 білий пішак · h3 білий пішак | b7 чорний пішак · h7 чорний король · f6 чорний пішак · g6 чорний пішак · h5 чорний пішак · a4 білий пішак · e4 чорний ферзь · f4 білий пішак · h4 білий король · c3 білий ферзь · g3 білий пішак · h3 білий пішак | b7 чорний пішак · h7 чорний король · f6 чорний пішак · g6 чорний пішак · h5 чорний пішак · a4 білий пішак · e4 чорний ферзь · f4 білий пішак · h4 білий король · c3 білий ферзь · g3 білий пішак · h3 білий пішак | 1 |
|   | a | b | c | d | e | f | g | h |   |

Потреба у блокуванні зазвичай виникає під час атаки на короля. Блоковані поля скорочують життєвий простір навколо короля і створюють заслони на шляху його втечі. Часто блокуванню передує серія шахів, як, наприклад, в партії Де Рой — Хайє Крамер, 1962 року:
49... g5+!
50. Kp:h5 Фe2+
Білі змушені блокувати своїм пішаком поле відступу для свого короля на g4:
51. g4 Фе8#

### Гальмування пішака
|   | a | b | c | d | e | f | g | h |   |
| 8 | h6 білий пішак · d5 чорний король · d4 чорний пішак · g2 білий кінь · a1 чорний слон · d1 білий король | h6 білий пішак · d5 чорний король · d4 чорний пішак · g2 білий кінь · a1 чорний слон · d1 білий король | h6 білий пішак · d5 чорний король · d4 чорний пішак · g2 білий кінь · a1 чорний слон · d1 білий король | h6 білий пішак · d5 чорний король · d4 чорний пішак · g2 білий кінь · a1 чорний слон · d1 білий король | h6 білий пішак · d5 чорний король · d4 чорний пішак · g2 білий кінь · a1 чорний слон · d1 білий король | h6 білий пішак · d5 чорний король · d4 чорний пішак · g2 білий кінь · a1 чорний слон · d1 білий король | h6 білий пішак · d5 чорний король · d4 чорний пішак · g2 білий кінь · a1 чорний слон · d1 білий король | h6 білий пішак · d5 чорний король · d4 чорний пішак · g2 білий кінь · a1 чорний слон · d1 білий король | 8 |
| 7 | h6 білий пішак · d5 чорний король · d4 чорний пішак · g2 білий кінь · a1 чорний слон · d1 білий король | h6 білий пішак · d5 чорний король · d4 чорний пішак · g2 білий кінь · a1 чорний слон · d1 білий король | h6 білий пішак · d5 чорний король · d4 чорний пішак · g2 білий кінь · a1 чорний слон · d1 білий король | h6 білий пішак · d5 чорний король · d4 чорний пішак · g2 білий кінь · a1 чорний слон · d1 білий король | h6 білий пішак · d5 чорний король · d4 чорний пішак · g2 білий кінь · a1 чорний слон · d1 білий король | h6 білий пішак · d5 чорний король · d4 чорний пішак · g2 білий кінь · a1 чорний слон · d1 білий король | h6 білий пішак · d5 чорний король · d4 чорний пішак · g2 білий кінь · a1 чорний слон · d1 білий король | h6 білий пішак · d5 чорний король · d4 чорний пішак · g2 білий кінь · a1 чорний слон · d1 білий король | 7 |
| 6 | h6 білий пішак · d5 чорний король · d4 чорний пішак · g2 білий кінь · a1 чорний слон · d1 білий король | h6 білий пішак · d5 чорний король · d4 чорний пішак · g2 білий кінь · a1 чорний слон · d1 білий король | h6 білий пішак · d5 чорний король · d4 чорний пішак · g2 білий кінь · a1 чорний слон · d1 білий король | h6 білий пішак · d5 чорний король · d4 чорний пішак · g2 білий кінь · a1 чорний слон · d1 білий король | h6 білий пішак · d5 чорний король · d4 чорний пішак · g2 білий кінь · a1 чорний слон · d1 білий король | h6 білий пішак · d5 чорний король · d4 чорний пішак · g2 білий кінь · a1 чорний слон · d1 білий король | h6 білий пішак · d5 чорний король · d4 чорний пішак · g2 білий кінь · a1 чорний слон · d1 білий король | h6 білий пішак · d5 чорний король · d4 чорний пішак · g2 білий кінь · a1 чорний слон · d1 білий король | 6 |
| 5 | h6 білий пішак · d5 чорний король · d4 чорний пішак · g2 білий кінь · a1 чорний слон · d1 білий король | h6 білий пішак · d5 чорний король · d4 чорний пішак · g2 білий кінь · a1 чорний слон · d1 білий король | h6 білий пішак · d5 чорний король · d4 чорний пішак · g2 білий кінь · a1 чорний слон · d1 білий король | h6 білий пішак · d5 чорний король · d4 чорний пішак · g2 білий кінь · a1 чорний слон · d1 білий король | h6 білий пішак · d5 чорний король · d4 чорний пішак · g2 білий кінь · a1 чорний слон · d1 білий король | h6 білий пішак · d5 чорний король · d4 чорний пішак · g2 білий кінь · a1 чорний слон · d1 білий король | h6 білий пішак · d5 чорний король · d4 чорний пішак · g2 білий кінь · a1 чорний слон · d1 білий король | h6 білий пішак · d5 чорний король · d4 чорний пішак · g2 білий кінь · a1 чорний слон · d1 білий король | 5 |
| 4 | h6 білий пішак · d5 чорний король · d4 чорний пішак · g2 білий кінь · a1 чорний слон · d1 білий король | h6 білий пішак · d5 чорний король · d4 чорний пішак · g2 білий кінь · a1 чорний слон · d1 білий король | h6 білий пішак · d5 чорний король · d4 чорний пішак · g2 білий кінь · a1 чорний слон · d1 білий король | h6 білий пішак · d5 чорний король · d4 чорний пішак · g2 білий кінь · a1 чорний слон · d1 білий король | h6 білий пішак · d5 чорний король · d4 чорний пішак · g2 білий кінь · a1 чорний слон · d1 білий король | h6 білий пішак · d5 чорний король · d4 чорний пішак · g2 білий кінь · a1 чорний слон · d1 білий король | h6 білий пішак · d5 чорний король · d4 чорний пішак · g2 білий кінь · a1 чорний слон · d1 білий король | h6 білий пішак · d5 чорний король · d4 чорний пішак · g2 білий кінь · a1 чорний слон · d1 білий король | 4 |
| 3 | h6 білий пішак · d5 чорний король · d4 чорний пішак · g2 білий кінь · a1 чорний слон · d1 білий король | h6 білий пішак · d5 чорний король · d4 чорний пішак · g2 білий кінь · a1 чорний слон · d1 білий король | h6 білий пішак · d5 чорний король · d4 чорний пішак · g2 білий кінь · a1 чорний слон · d1 білий король | h6 білий пішак · d5 чорний король · d4 чорний пішак · g2 білий кінь · a1 чорний слон · d1 білий король | h6 білий пішак · d5 чорний король · d4 чорний пішак · g2 білий кінь · a1 чорний слон · d1 білий король | h6 білий пішак · d5 чорний король · d4 чорний пішак · g2 білий кінь · a1 чорний слон · d1 білий король | h6 білий пішак · d5 чорний король · d4 чорний пішак · g2 білий кінь · a1 чорний слон · d1 білий король | h6 білий пішак · d5 чорний король · d4 чорний пішак · g2 білий кінь · a1 чорний слон · d1 білий король | 3 |
| 2 | h6 білий пішак · d5 чорний король · d4 чорний пішак · g2 білий кінь · a1 чорний слон · d1 білий король | h6 білий пішак · d5 чорний король · d4 чорний пішак · g2 білий кінь · a1 чорний слон · d1 білий король | h6 білий пішак · d5 чорний король · d4 чорний пішак · g2 білий кінь · a1 чорний слон · d1 білий король | h6 білий пішак · d5 чорний король · d4 чорний пішак · g2 білий кінь · a1 чорний слон · d1 білий король | h6 білий пішак · d5 чорний король · d4 чорний пішак · g2 білий кінь · a1 чорний слон · d1 білий король | h6 білий пішак · d5 чорний король · d4 чорний пішак · g2 білий кінь · a1 чорний слон · d1 білий король | h6 білий пішак · d5 чорний король · d4 чорний пішак · g2 білий кінь · a1 чорний слон · d1 білий король | h6 білий пішак · d5 чорний король · d4 чорний пішак · g2 білий кінь · a1 чорний слон · d1 білий король | 2 |
| 1 | h6 білий пішак · d5 чорний король · d4 чорний пішак · g2 білий кінь · a1 чорний слон · d1 білий король | h6 білий пішак · d5 чорний король · d4 чорний пішак · g2 білий кінь · a1 чорний слон · d1 білий король | h6 білий пішак · d5 чорний король · d4 чорний пішак · g2 білий кінь · a1 чорний слон · d1 білий король | h6 білий пішак · d5 чорний король · d4 чорний пішак · g2 білий кінь · a1 чорний слон · d1 білий король | h6 білий пішак · d5 чорний король · d4 чорний пішак · g2 білий кінь · a1 чорний слон · d1 білий король | h6 білий пішак · d5 чорний король · d4 чорний пішак · g2 білий кінь · a1 чорний слон · d1 білий король | h6 білий пішак · d5 чорний король · d4 чорний пішак · g2 білий кінь · a1 чорний слон · d1 білий король | h6 білий пішак · d5 чорний король · d4 чорний пішак · g2 білий кінь · a1 чорний слон · d1 білий король | 1 |
|   | a | b | c | d | e | f | g | h |   |

Окрім атаки на короля блокування застосовують щоб загальмувати рух пішака. На діаграмі чорним варто тільки просунути вперед пішака d4 - d3 і чорний слон зможе запобігти перетворенню білого пішака h6 на ферзя. Щоб не допустити цього, білі жертвують коня для блокування поля d3.
1. Kf4+ Kpe4
2. Kd3!
Пішак блокований білим конем.
2... Кр:d3
Тепер сам чорний король не дає можливості відкрити рятівну діагональ для слона. 
3. h7
З неминучим 4. h8Ф.

### Блокування фігури
|   | a | b | c | d | e | f | g | h |   |
| 8 | g7 чорний король · h7 чорний пішак · a6 чорний пішак · d6 біла тура · e6 чорний пішак · g6 чорна тура · e5 чорний пішак · a4 чорний ферзь · e4 білий пішак · f4 чорний пішак · g4 білий пішак · f3 білий пішак · h3 білий ферзь · h2 білий пішак · h1 білий король | g7 чорний король · h7 чорний пішак · a6 чорний пішак · d6 біла тура · e6 чорний пішак · g6 чорна тура · e5 чорний пішак · a4 чорний ферзь · e4 білий пішак · f4 чорний пішак · g4 білий пішак · f3 білий пішак · h3 білий ферзь · h2 білий пішак · h1 білий король | g7 чорний король · h7 чорний пішак · a6 чорний пішак · d6 біла тура · e6 чорний пішак · g6 чорна тура · e5 чорний пішак · a4 чорний ферзь · e4 білий пішак · f4 чорний пішак · g4 білий пішак · f3 білий пішак · h3 білий ферзь · h2 білий пішак · h1 білий король | g7 чорний король · h7 чорний пішак · a6 чорний пішак · d6 біла тура · e6 чорний пішак · g6 чорна тура · e5 чорний пішак · a4 чорний ферзь · e4 білий пішак · f4 чорний пішак · g4 білий пішак · f3 білий пішак · h3 білий ферзь · h2 білий пішак · h1 білий король | g7 чорний король · h7 чорний пішак · a6 чорний пішак · d6 біла тура · e6 чорний пішак · g6 чорна тура · e5 чорний пішак · a4 чорний ферзь · e4 білий пішак · f4 чорний пішак · g4 білий пішак · f3 білий пішак · h3 білий ферзь · h2 білий пішак · h1 білий король | g7 чорний король · h7 чорний пішак · a6 чорний пішак · d6 біла тура · e6 чорний пішак · g6 чорна тура · e5 чорний пішак · a4 чорний ферзь · e4 білий пішак · f4 чорний пішак · g4 білий пішак · f3 білий пішак · h3 білий ферзь · h2 білий пішак · h1 білий король | g7 чорний король · h7 чорний пішак · a6 чорний пішак · d6 біла тура · e6 чорний пішак · g6 чорна тура · e5 чорний пішак · a4 чорний ферзь · e4 білий пішак · f4 чорний пішак · g4 білий пішак · f3 білий пішак · h3 білий ферзь · h2 білий пішак · h1 білий король | g7 чорний король · h7 чорний пішак · a6 чорний пішак · d6 біла тура · e6 чорний пішак · g6 чорна тура · e5 чорний пішак · a4 чорний ферзь · e4 білий пішак · f4 чорний пішак · g4 білий пішак · f3 білий пішак · h3 білий ферзь · h2 білий пішак · h1 білий король | 8 |
| 7 | g7 чорний король · h7 чорний пішак · a6 чорний пішак · d6 біла тура · e6 чорний пішак · g6 чорна тура · e5 чорний пішак · a4 чорний ферзь · e4 білий пішак · f4 чорний пішак · g4 білий пішак · f3 білий пішак · h3 білий ферзь · h2 білий пішак · h1 білий король | g7 чорний король · h7 чорний пішак · a6 чорний пішак · d6 біла тура · e6 чорний пішак · g6 чорна тура · e5 чорний пішак · a4 чорний ферзь · e4 білий пішак · f4 чорний пішак · g4 білий пішак · f3 білий пішак · h3 білий ферзь · h2 білий пішак · h1 білий король | g7 чорний король · h7 чорний пішак · a6 чорний пішак · d6 біла тура · e6 чорний пішак · g6 чорна тура · e5 чорний пішак · a4 чорний ферзь · e4 білий пішак · f4 чорний пішак · g4 білий пішак · f3 білий пішак · h3 білий ферзь · h2 білий пішак · h1 білий король | g7 чорний король · h7 чорний пішак · a6 чорний пішак · d6 біла тура · e6 чорний пішак · g6 чорна тура · e5 чорний пішак · a4 чорний ферзь · e4 білий пішак · f4 чорний пішак · g4 білий пішак · f3 білий пішак · h3 білий ферзь · h2 білий пішак · h1 білий король | g7 чорний король · h7 чорний пішак · a6 чорний пішак · d6 біла тура · e6 чорний пішак · g6 чорна тура · e5 чорний пішак · a4 чорний ферзь · e4 білий пішак · f4 чорний пішак · g4 білий пішак · f3 білий пішак · h3 білий ферзь · h2 білий пішак · h1 білий король | g7 чорний король · h7 чорний пішак · a6 чорний пішак · d6 біла тура · e6 чорний пішак · g6 чорна тура · e5 чорний пішак · a4 чорний ферзь · e4 білий пішак · f4 чорний пішак · g4 білий пішак · f3 білий пішак · h3 білий ферзь · h2 білий пішак · h1 білий король | g7 чорний король · h7 чорний пішак · a6 чорний пішак · d6 біла тура · e6 чорний пішак · g6 чорна тура · e5 чорний пішак · a4 чорний ферзь · e4 білий пішак · f4 чорний пішак · g4 білий пішак · f3 білий пішак · h3 білий ферзь · h2 білий пішак · h1 білий король | g7 чорний король · h7 чорний пішак · a6 чорний пішак · d6 біла тура · e6 чорний пішак · g6 чорна тура · e5 чорний пішак · a4 чорний ферзь · e4 білий пішак · f4 чорний пішак · g4 білий пішак · f3 білий пішак · h3 білий ферзь · h2 білий пішак · h1 білий король | 7 |
| 6 | g7 чорний король · h7 чорний пішак · a6 чорний пішак · d6 біла тура · e6 чорний пішак · g6 чорна тура · e5 чорний пішак · a4 чорний ферзь · e4 білий пішак · f4 чорний пішак · g4 білий пішак · f3 білий пішак · h3 білий ферзь · h2 білий пішак · h1 білий король | g7 чорний король · h7 чорний пішак · a6 чорний пішак · d6 біла тура · e6 чорний пішак · g6 чорна тура · e5 чорний пішак · a4 чорний ферзь · e4 білий пішак · f4 чорний пішак · g4 білий пішак · f3 білий пішак · h3 білий ферзь · h2 білий пішак · h1 білий король | g7 чорний король · h7 чорний пішак · a6 чорний пішак · d6 біла тура · e6 чорний пішак · g6 чорна тура · e5 чорний пішак · a4 чорний ферзь · e4 білий пішак · f4 чорний пішак · g4 білий пішак · f3 білий пішак · h3 білий ферзь · h2 білий пішак · h1 білий король | g7 чорний король · h7 чорний пішак · a6 чорний пішак · d6 біла тура · e6 чорний пішак · g6 чорна тура · e5 чорний пішак · a4 чорний ферзь · e4 білий пішак · f4 чорний пішак · g4 білий пішак · f3 білий пішак · h3 білий ферзь · h2 білий пішак · h1 білий король | g7 чорний король · h7 чорний пішак · a6 чорний пішак · d6 біла тура · e6 чорний пішак · g6 чорна тура · e5 чорний пішак · a4 чорний ферзь · e4 білий пішак · f4 чорний пішак · g4 білий пішак · f3 білий пішак · h3 білий ферзь · h2 білий пішак · h1 білий король | g7 чорний король · h7 чорний пішак · a6 чорний пішак · d6 біла тура · e6 чорний пішак · g6 чорна тура · e5 чорний пішак · a4 чорний ферзь · e4 білий пішак · f4 чорний пішак · g4 білий пішак · f3 білий пішак · h3 білий ферзь · h2 білий пішак · h1 білий король | g7 чорний король · h7 чорний пішак · a6 чорний пішак · d6 біла тура · e6 чорний пішак · g6 чорна тура · e5 чорний пішак · a4 чорний ферзь · e4 білий пішак · f4 чорний пішак · g4 білий пішак · f3 білий пішак · h3 білий ферзь · h2 білий пішак · h1 білий король | g7 чорний король · h7 чорний пішак · a6 чорний пішак · d6 біла тура · e6 чорний пішак · g6 чорна тура · e5 чорний пішак · a4 чорний ферзь · e4 білий пішак · f4 чорний пішак · g4 білий пішак · f3 білий пішак · h3 білий ферзь · h2 білий пішак · h1 білий король | 6 |
| 5 | g7 чорний король · h7 чорний пішак · a6 чорний пішак · d6 біла тура · e6 чорний пішак · g6 чорна тура · e5 чорний пішак · a4 чорний ферзь · e4 білий пішак · f4 чорний пішак · g4 білий пішак · f3 білий пішак · h3 білий ферзь · h2 білий пішак · h1 білий король | g7 чорний король · h7 чорний пішак · a6 чорний пішак · d6 біла тура · e6 чорний пішак · g6 чорна тура · e5 чорний пішак · a4 чорний ферзь · e4 білий пішак · f4 чорний пішак · g4 білий пішак · f3 білий пішак · h3 білий ферзь · h2 білий пішак · h1 білий король | g7 чорний король · h7 чорний пішак · a6 чорний пішак · d6 біла тура · e6 чорний пішак · g6 чорна тура · e5 чорний пішак · a4 чорний ферзь · e4 білий пішак · f4 чорний пішак · g4 білий пішак · f3 білий пішак · h3 білий ферзь · h2 білий пішак · h1 білий король | g7 чорний король · h7 чорний пішак · a6 чорний пішак · d6 біла тура · e6 чорний пішак · g6 чорна тура · e5 чорний пішак · a4 чорний ферзь · e4 білий пішак · f4 чорний пішак · g4 білий пішак · f3 білий пішак · h3 білий ферзь · h2 білий пішак · h1 білий король | g7 чорний король · h7 чорний пішак · a6 чорний пішак · d6 біла тура · e6 чорний пішак · g6 чорна тура · e5 чорний пішак · a4 чорний ферзь · e4 білий пішак · f4 чорний пішак · g4 білий пішак · f3 білий пішак · h3 білий ферзь · h2 білий пішак · h1 білий король | g7 чорний король · h7 чорний пішак · a6 чорний пішак · d6 біла тура · e6 чорний пішак · g6 чорна тура · e5 чорний пішак · a4 чорний ферзь · e4 білий пішак · f4 чорний пішак · g4 білий пішак · f3 білий пішак · h3 білий ферзь · h2 білий пішак · h1 білий король | g7 чорний король · h7 чорний пішак · a6 чорний пішак · d6 біла тура · e6 чорний пішак · g6 чорна тура · e5 чорний пішак · a4 чорний ферзь · e4 білий пішак · f4 чорний пішак · g4 білий пішак · f3 білий пішак · h3 білий ферзь · h2 білий пішак · h1 білий король | g7 чорний король · h7 чорний пішак · a6 чорний пішак · d6 біла тура · e6 чорний пішак · g6 чорна тура · e5 чорний пішак · a4 чорний ферзь · e4 білий пішак · f4 чорний пішак · g4 білий пішак · f3 білий пішак · h3 білий ферзь · h2 білий пішак · h1 білий король | 5 |
| 4 | g7 чорний король · h7 чорний пішак · a6 чорний пішак · d6 біла тура · e6 чорний пішак · g6 чорна тура · e5 чорний пішак · a4 чорний ферзь · e4 білий пішак · f4 чорний пішак · g4 білий пішак · f3 білий пішак · h3 білий ферзь · h2 білий пішак · h1 білий король | g7 чорний король · h7 чорний пішак · a6 чорний пішак · d6 біла тура · e6 чорний пішак · g6 чорна тура · e5 чорний пішак · a4 чорний ферзь · e4 білий пішак · f4 чорний пішак · g4 білий пішак · f3 білий пішак · h3 білий ферзь · h2 білий пішак · h1 білий король | g7 чорний король · h7 чорний пішак · a6 чорний пішак · d6 біла тура · e6 чорний пішак · g6 чорна тура · e5 чорний пішак · a4 чорний ферзь · e4 білий пішак · f4 чорний пішак · g4 білий пішак · f3 білий пішак · h3 білий ферзь · h2 білий пішак · h1 білий король | g7 чорний король · h7 чорний пішак · a6 чорний пішак · d6 біла тура · e6 чорний пішак · g6 чорна тура · e5 чорний пішак · a4 чорний ферзь · e4 білий пішак · f4 чорний пішак · g4 білий пішак · f3 білий пішак · h3 білий ферзь · h2 білий пішак · h1 білий король | g7 чорний король · h7 чорний пішак · a6 чорний пішак · d6 біла тура · e6 чорний пішак · g6 чорна тура · e5 чорний пішак · a4 чорний ферзь · e4 білий пішак · f4 чорний пішак · g4 білий пішак · f3 білий пішак · h3 білий ферзь · h2 білий пішак · h1 білий король | g7 чорний король · h7 чорний пішак · a6 чорний пішак · d6 біла тура · e6 чорний пішак · g6 чорна тура · e5 чорний пішак · a4 чорний ферзь · e4 білий пішак · f4 чорний пішак · g4 білий пішак · f3 білий пішак · h3 білий ферзь · h2 білий пішак · h1 білий король | g7 чорний король · h7 чорний пішак · a6 чорний пішак · d6 біла тура · e6 чорний пішак · g6 чорна тура · e5 чорний пішак · a4 чорний ферзь · e4 білий пішак · f4 чорний пішак · g4 білий пішак · f3 білий пішак · h3 білий ферзь · h2 білий пішак · h1 білий король | g7 чорний король · h7 чорний пішак · a6 чорний пішак · d6 біла тура · e6 чорний пішак · g6 чорна тура · e5 чорний пішак · a4 чорний ферзь · e4 білий пішак · f4 чорний пішак · g4 білий пішак · f3 білий пішак · h3 білий ферзь · h2 білий пішак · h1 білий король | 4 |
| 3 | g7 чорний король · h7 чорний пішак · a6 чорний пішак · d6 біла тура · e6 чорний пішак · g6 чорна тура · e5 чорний пішак · a4 чорний ферзь · e4 білий пішак · f4 чорний пішак · g4 білий пішак · f3 білий пішак · h3 білий ферзь · h2 білий пішак · h1 білий король | g7 чорний король · h7 чорний пішак · a6 чорний пішак · d6 біла тура · e6 чорний пішак · g6 чорна тура · e5 чорний пішак · a4 чорний ферзь · e4 білий пішак · f4 чорний пішак · g4 білий пішак · f3 білий пішак · h3 білий ферзь · h2 білий пішак · h1 білий король | g7 чорний король · h7 чорний пішак · a6 чорний пішак · d6 біла тура · e6 чорний пішак · g6 чорна тура · e5 чорний пішак · a4 чорний ферзь · e4 білий пішак · f4 чорний пішак · g4 білий пішак · f3 білий пішак · h3 білий ферзь · h2 білий пішак · h1 білий король | g7 чорний король · h7 чорний пішак · a6 чорний пішак · d6 біла тура · e6 чорний пішак · g6 чорна тура · e5 чорний пішак · a4 чорний ферзь · e4 білий пішак · f4 чорний пішак · g4 білий пішак · f3 білий пішак · h3 білий ферзь · h2 білий пішак · h1 білий король | g7 чорний король · h7 чорний пішак · a6 чорний пішак · d6 біла тура · e6 чорний пішак · g6 чорна тура · e5 чорний пішак · a4 чорний ферзь · e4 білий пішак · f4 чорний пішак · g4 білий пішак · f3 білий пішак · h3 білий ферзь · h2 білий пішак · h1 білий король | g7 чорний король · h7 чорний пішак · a6 чорний пішак · d6 біла тура · e6 чорний пішак · g6 чорна тура · e5 чорний пішак · a4 чорний ферзь · e4 білий пішак · f4 чорний пішак · g4 білий пішак · f3 білий пішак · h3 білий ферзь · h2 білий пішак · h1 білий король | g7 чорний король · h7 чорний пішак · a6 чорний пішак · d6 біла тура · e6 чорний пішак · g6 чорна тура · e5 чорний пішак · a4 чорний ферзь · e4 білий пішак · f4 чорний пішак · g4 білий пішак · f3 білий пішак · h3 білий ферзь · h2 білий пішак · h1 білий король | g7 чорний король · h7 чорний пішак · a6 чорний пішак · d6 біла тура · e6 чорний пішак · g6 чорна тура · e5 чорний пішак · a4 чорний ферзь · e4 білий пішак · f4 чорний пішак · g4 білий пішак · f3 білий пішак · h3 білий ферзь · h2 білий пішак · h1 білий король | 3 |
| 2 | g7 чорний король · h7 чорний пішак · a6 чорний пішак · d6 біла тура · e6 чорний пішак · g6 чорна тура · e5 чорний пішак · a4 чорний ферзь · e4 білий пішак · f4 чорний пішак · g4 білий пішак · f3 білий пішак · h3 білий ферзь · h2 білий пішак · h1 білий король | g7 чорний король · h7 чорний пішак · a6 чорний пішак · d6 біла тура · e6 чорний пішак · g6 чорна тура · e5 чорний пішак · a4 чорний ферзь · e4 білий пішак · f4 чорний пішак · g4 білий пішак · f3 білий пішак · h3 білий ферзь · h2 білий пішак · h1 білий король | g7 чорний король · h7 чорний пішак · a6 чорний пішак · d6 біла тура · e6 чорний пішак · g6 чорна тура · e5 чорний пішак · a4 чорний ферзь · e4 білий пішак · f4 чорний пішак · g4 білий пішак · f3 білий пішак · h3 білий ферзь · h2 білий пішак · h1 білий король | g7 чорний король · h7 чорний пішак · a6 чорний пішак · d6 біла тура · e6 чорний пішак · g6 чорна тура · e5 чорний пішак · a4 чорний ферзь · e4 білий пішак · f4 чорний пішак · g4 білий пішак · f3 білий пішак · h3 білий ферзь · h2 білий пішак · h1 білий король | g7 чорний король · h7 чорний пішак · a6 чорний пішак · d6 біла тура · e6 чорний пішак · g6 чорна тура · e5 чорний пішак · a4 чорний ферзь · e4 білий пішак · f4 чорний пішак · g4 білий пішак · f3 білий пішак · h3 білий ферзь · h2 білий пішак · h1 білий король | g7 чорний король · h7 чорний пішак · a6 чорний пішак · d6 біла тура · e6 чорний пішак · g6 чорна тура · e5 чорний пішак · a4 чорний ферзь · e4 білий пішак · f4 чорний пішак · g4 білий пішак · f3 білий пішак · h3 білий ферзь · h2 білий пішак · h1 білий король | g7 чорний король · h7 чорний пішак · a6 чорний пішак · d6 біла тура · e6 чорний пішак · g6 чорна тура · e5 чорний пішак · a4 чорний ферзь · e4 білий пішак · f4 чорний пішак · g4 білий пішак · f3 білий пішак · h3 білий ферзь · h2 білий пішак · h1 білий король | g7 чорний король · h7 чорний пішак · a6 чорний пішак · d6 біла тура · e6 чорний пішак · g6 чорна тура · e5 чорний пішак · a4 чорний ферзь · e4 білий пішак · f4 чорний пішак · g4 білий пішак · f3 білий пішак · h3 білий ферзь · h2 білий пішак · h1 білий король | 2 |
| 1 | g7 чорний король · h7 чорний пішак · a6 чорний пішак · d6 біла тура · e6 чорний пішак · g6 чорна тура · e5 чорний пішак · a4 чорний ферзь · e4 білий пішак · f4 чорний пішак · g4 білий пішак · f3 білий пішак · h3 білий ферзь · h2 білий пішак · h1 білий король | g7 чорний король · h7 чорний пішак · a6 чорний пішак · d6 біла тура · e6 чорний пішак · g6 чорна тура · e5 чорний пішак · a4 чорний ферзь · e4 білий пішак · f4 чорний пішак · g4 білий пішак · f3 білий пішак · h3 білий ферзь · h2 білий пішак · h1 білий король | g7 чорний король · h7 чорний пішак · a6 чорний пішак · d6 біла тура · e6 чорний пішак · g6 чорна тура · e5 чорний пішак · a4 чорний ферзь · e4 білий пішак · f4 чорний пішак · g4 білий пішак · f3 білий пішак · h3 білий ферзь · h2 білий пішак · h1 білий король | g7 чорний король · h7 чорний пішак · a6 чорний пішак · d6 біла тура · e6 чорний пішак · g6 чорна тура · e5 чорний пішак · a4 чорний ферзь · e4 білий пішак · f4 чорний пішак · g4 білий пішак · f3 білий пішак · h3 білий ферзь · h2 білий пішак · h1 білий король | g7 чорний король · h7 чорний пішак · a6 чорний пішак · d6 біла тура · e6 чорний пішак · g6 чорна тура · e5 чорний пішак · a4 чорний ферзь · e4 білий пішак · f4 чорний пішак · g4 білий пішак · f3 білий пішак · h3 білий ферзь · h2 білий пішак · h1 білий король | g7 чорний король · h7 чорний пішак · a6 чорний пішак · d6 біла тура · e6 чорний пішак · g6 чорна тура · e5 чорний пішак · a4 чорний ферзь · e4 білий пішак · f4 чорний пішак · g4 білий пішак · f3 білий пішак · h3 білий ферзь · h2 білий пішак · h1 білий король | g7 чорний король · h7 чорний пішак · a6 чорний пішак · d6 біла тура · e6 чорний пішак · g6 чорна тура · e5 чорний пішак · a4 чорний ферзь · e4 білий пішак · f4 чорний пішак · g4 білий пішак · f3 білий пішак · h3 білий ферзь · h2 білий пішак · h1 білий король | g7 чорний король · h7 чорний пішак · a6 чорний пішак · d6 біла тура · e6 чорний пішак · g6 чорна тура · e5 чорний пішак · a4 чорний ферзь · e4 білий пішак · f4 чорний пішак · g4 білий пішак · f3 білий пішак · h3 білий ферзь · h2 білий пішак · h1 білий король | 1 |
|   | a | b | c | d | e | f | g | h |   |

Щоб зловити фігуру суперника, застосовують блокування фігури. В даному випадку блокування виступає як один з видів "пастки".
1... Фа1+ 2. Крg2
Білий король перекриває можливий відступ білого ферзя.
2... Лh6
Ферзя спіймано. Але у білих є надія на свою туру:
3. Лd7+ Kpg6
Чорний король як і раніше захищає свою туру, а в білих більше немає  проміжних ходів і втрата ферзя стає неминучою.

### Шахова композиція
|   | a | b | c | d | e | f | g | h |   |
| 8 | a8 білий король · c7 біла тура · d7 чорний пішак · e7 чорний пішак · a6 білий кінь · c6 білий пішак · f6 чорний пішак · d5 чорний король · e5 білий пішак · f5 білий ферзь · a4 біла тура · b4 чорний кінь · c4 чорний пішак · a3 білий слон · b3 чорний кінь · d3 чорна тура · e3 чорний пішак · f3 білий пішак · c2 білий слон · e2 білий кінь | a8 білий король · c7 біла тура · d7 чорний пішак · e7 чорний пішак · a6 білий кінь · c6 білий пішак · f6 чорний пішак · d5 чорний король · e5 білий пішак · f5 білий ферзь · a4 біла тура · b4 чорний кінь · c4 чорний пішак · a3 білий слон · b3 чорний кінь · d3 чорна тура · e3 чорний пішак · f3 білий пішак · c2 білий слон · e2 білий кінь | a8 білий король · c7 біла тура · d7 чорний пішак · e7 чорний пішак · a6 білий кінь · c6 білий пішак · f6 чорний пішак · d5 чорний король · e5 білий пішак · f5 білий ферзь · a4 біла тура · b4 чорний кінь · c4 чорний пішак · a3 білий слон · b3 чорний кінь · d3 чорна тура · e3 чорний пішак · f3 білий пішак · c2 білий слон · e2 білий кінь | a8 білий король · c7 біла тура · d7 чорний пішак · e7 чорний пішак · a6 білий кінь · c6 білий пішак · f6 чорний пішак · d5 чорний король · e5 білий пішак · f5 білий ферзь · a4 біла тура · b4 чорний кінь · c4 чорний пішак · a3 білий слон · b3 чорний кінь · d3 чорна тура · e3 чорний пішак · f3 білий пішак · c2 білий слон · e2 білий кінь | a8 білий король · c7 біла тура · d7 чорний пішак · e7 чорний пішак · a6 білий кінь · c6 білий пішак · f6 чорний пішак · d5 чорний король · e5 білий пішак · f5 білий ферзь · a4 біла тура · b4 чорний кінь · c4 чорний пішак · a3 білий слон · b3 чорний кінь · d3 чорна тура · e3 чорний пішак · f3 білий пішак · c2 білий слон · e2 білий кінь | a8 білий король · c7 біла тура · d7 чорний пішак · e7 чорний пішак · a6 білий кінь · c6 білий пішак · f6 чорний пішак · d5 чорний король · e5 білий пішак · f5 білий ферзь · a4 біла тура · b4 чорний кінь · c4 чорний пішак · a3 білий слон · b3 чорний кінь · d3 чорна тура · e3 чорний пішак · f3 білий пішак · c2 білий слон · e2 білий кінь | a8 білий король · c7 біла тура · d7 чорний пішак · e7 чорний пішак · a6 білий кінь · c6 білий пішак · f6 чорний пішак · d5 чорний король · e5 білий пішак · f5 білий ферзь · a4 біла тура · b4 чорний кінь · c4 чорний пішак · a3 білий слон · b3 чорний кінь · d3 чорна тура · e3 чорний пішак · f3 білий пішак · c2 білий слон · e2 білий кінь | a8 білий король · c7 біла тура · d7 чорний пішак · e7 чорний пішак · a6 білий кінь · c6 білий пішак · f6 чорний пішак · d5 чорний король · e5 білий пішак · f5 білий ферзь · a4 біла тура · b4 чорний кінь · c4 чорний пішак · a3 білий слон · b3 чорний кінь · d3 чорна тура · e3 чорний пішак · f3 білий пішак · c2 білий слон · e2 білий кінь | 8 |
| 7 | a8 білий король · c7 біла тура · d7 чорний пішак · e7 чорний пішак · a6 білий кінь · c6 білий пішак · f6 чорний пішак · d5 чорний король · e5 білий пішак · f5 білий ферзь · a4 біла тура · b4 чорний кінь · c4 чорний пішак · a3 білий слон · b3 чорний кінь · d3 чорна тура · e3 чорний пішак · f3 білий пішак · c2 білий слон · e2 білий кінь | a8 білий король · c7 біла тура · d7 чорний пішак · e7 чорний пішак · a6 білий кінь · c6 білий пішак · f6 чорний пішак · d5 чорний король · e5 білий пішак · f5 білий ферзь · a4 біла тура · b4 чорний кінь · c4 чорний пішак · a3 білий слон · b3 чорний кінь · d3 чорна тура · e3 чорний пішак · f3 білий пішак · c2 білий слон · e2 білий кінь | a8 білий король · c7 біла тура · d7 чорний пішак · e7 чорний пішак · a6 білий кінь · c6 білий пішак · f6 чорний пішак · d5 чорний король · e5 білий пішак · f5 білий ферзь · a4 біла тура · b4 чорний кінь · c4 чорний пішак · a3 білий слон · b3 чорний кінь · d3 чорна тура · e3 чорний пішак · f3 білий пішак · c2 білий слон · e2 білий кінь | a8 білий король · c7 біла тура · d7 чорний пішак · e7 чорний пішак · a6 білий кінь · c6 білий пішак · f6 чорний пішак · d5 чорний король · e5 білий пішак · f5 білий ферзь · a4 біла тура · b4 чорний кінь · c4 чорний пішак · a3 білий слон · b3 чорний кінь · d3 чорна тура · e3 чорний пішак · f3 білий пішак · c2 білий слон · e2 білий кінь | a8 білий король · c7 біла тура · d7 чорний пішак · e7 чорний пішак · a6 білий кінь · c6 білий пішак · f6 чорний пішак · d5 чорний король · e5 білий пішак · f5 білий ферзь · a4 біла тура · b4 чорний кінь · c4 чорний пішак · a3 білий слон · b3 чорний кінь · d3 чорна тура · e3 чорний пішак · f3 білий пішак · c2 білий слон · e2 білий кінь | a8 білий король · c7 біла тура · d7 чорний пішак · e7 чорний пішак · a6 білий кінь · c6 білий пішак · f6 чорний пішак · d5 чорний король · e5 білий пішак · f5 білий ферзь · a4 біла тура · b4 чорний кінь · c4 чорний пішак · a3 білий слон · b3 чорний кінь · d3 чорна тура · e3 чорний пішак · f3 білий пішак · c2 білий слон · e2 білий кінь | a8 білий король · c7 біла тура · d7 чорний пішак · e7 чорний пішак · a6 білий кінь · c6 білий пішак · f6 чорний пішак · d5 чорний король · e5 білий пішак · f5 білий ферзь · a4 біла тура · b4 чорний кінь · c4 чорний пішак · a3 білий слон · b3 чорний кінь · d3 чорна тура · e3 чорний пішак · f3 білий пішак · c2 білий слон · e2 білий кінь | a8 білий король · c7 біла тура · d7 чорний пішак · e7 чорний пішак · a6 білий кінь · c6 білий пішак · f6 чорний пішак · d5 чорний король · e5 білий пішак · f5 білий ферзь · a4 біла тура · b4 чорний кінь · c4 чорний пішак · a3 білий слон · b3 чорний кінь · d3 чорна тура · e3 чорний пішак · f3 білий пішак · c2 білий слон · e2 білий кінь | 7 |
| 6 | a8 білий король · c7 біла тура · d7 чорний пішак · e7 чорний пішак · a6 білий кінь · c6 білий пішак · f6 чорний пішак · d5 чорний король · e5 білий пішак · f5 білий ферзь · a4 біла тура · b4 чорний кінь · c4 чорний пішак · a3 білий слон · b3 чорний кінь · d3 чорна тура · e3 чорний пішак · f3 білий пішак · c2 білий слон · e2 білий кінь | a8 білий король · c7 біла тура · d7 чорний пішак · e7 чорний пішак · a6 білий кінь · c6 білий пішак · f6 чорний пішак · d5 чорний король · e5 білий пішак · f5 білий ферзь · a4 біла тура · b4 чорний кінь · c4 чорний пішак · a3 білий слон · b3 чорний кінь · d3 чорна тура · e3 чорний пішак · f3 білий пішак · c2 білий слон · e2 білий кінь | a8 білий король · c7 біла тура · d7 чорний пішак · e7 чорний пішак · a6 білий кінь · c6 білий пішак · f6 чорний пішак · d5 чорний король · e5 білий пішак · f5 білий ферзь · a4 біла тура · b4 чорний кінь · c4 чорний пішак · a3 білий слон · b3 чорний кінь · d3 чорна тура · e3 чорний пішак · f3 білий пішак · c2 білий слон · e2 білий кінь | a8 білий король · c7 біла тура · d7 чорний пішак · e7 чорний пішак · a6 білий кінь · c6 білий пішак · f6 чорний пішак · d5 чорний король · e5 білий пішак · f5 білий ферзь · a4 біла тура · b4 чорний кінь · c4 чорний пішак · a3 білий слон · b3 чорний кінь · d3 чорна тура · e3 чорний пішак · f3 білий пішак · c2 білий слон · e2 білий кінь | a8 білий король · c7 біла тура · d7 чорний пішак · e7 чорний пішак · a6 білий кінь · c6 білий пішак · f6 чорний пішак · d5 чорний король · e5 білий пішак · f5 білий ферзь · a4 біла тура · b4 чорний кінь · c4 чорний пішак · a3 білий слон · b3 чорний кінь · d3 чорна тура · e3 чорний пішак · f3 білий пішак · c2 білий слон · e2 білий кінь | a8 білий король · c7 біла тура · d7 чорний пішак · e7 чорний пішак · a6 білий кінь · c6 білий пішак · f6 чорний пішак · d5 чорний король · e5 білий пішак · f5 білий ферзь · a4 біла тура · b4 чорний кінь · c4 чорний пішак · a3 білий слон · b3 чорний кінь · d3 чорна тура · e3 чорний пішак · f3 білий пішак · c2 білий слон · e2 білий кінь | a8 білий король · c7 біла тура · d7 чорний пішак · e7 чорний пішак · a6 білий кінь · c6 білий пішак · f6 чорний пішак · d5 чорний король · e5 білий пішак · f5 білий ферзь · a4 біла тура · b4 чорний кінь · c4 чорний пішак · a3 білий слон · b3 чорний кінь · d3 чорна тура · e3 чорний пішак · f3 білий пішак · c2 білий слон · e2 білий кінь | a8 білий король · c7 біла тура · d7 чорний пішак · e7 чорний пішак · a6 білий кінь · c6 білий пішак · f6 чорний пішак · d5 чорний король · e5 білий пішак · f5 білий ферзь · a4 біла тура · b4 чорний кінь · c4 чорний пішак · a3 білий слон · b3 чорний кінь · d3 чорна тура · e3 чорний пішак · f3 білий пішак · c2 білий слон · e2 білий кінь | 6 |
| 5 | a8 білий король · c7 біла тура · d7 чорний пішак · e7 чорний пішак · a6 білий кінь · c6 білий пішак · f6 чорний пішак · d5 чорний король · e5 білий пішак · f5 білий ферзь · a4 біла тура · b4 чорний кінь · c4 чорний пішак · a3 білий слон · b3 чорний кінь · d3 чорна тура · e3 чорний пішак · f3 білий пішак · c2 білий слон · e2 білий кінь | a8 білий король · c7 біла тура · d7 чорний пішак · e7 чорний пішак · a6 білий кінь · c6 білий пішак · f6 чорний пішак · d5 чорний король · e5 білий пішак · f5 білий ферзь · a4 біла тура · b4 чорний кінь · c4 чорний пішак · a3 білий слон · b3 чорний кінь · d3 чорна тура · e3 чорний пішак · f3 білий пішак · c2 білий слон · e2 білий кінь | a8 білий король · c7 біла тура · d7 чорний пішак · e7 чорний пішак · a6 білий кінь · c6 білий пішак · f6 чорний пішак · d5 чорний король · e5 білий пішак · f5 білий ферзь · a4 біла тура · b4 чорний кінь · c4 чорний пішак · a3 білий слон · b3 чорний кінь · d3 чорна тура · e3 чорний пішак · f3 білий пішак · c2 білий слон · e2 білий кінь | a8 білий король · c7 біла тура · d7 чорний пішак · e7 чорний пішак · a6 білий кінь · c6 білий пішак · f6 чорний пішак · d5 чорний король · e5 білий пішак · f5 білий ферзь · a4 біла тура · b4 чорний кінь · c4 чорний пішак · a3 білий слон · b3 чорний кінь · d3 чорна тура · e3 чорний пішак · f3 білий пішак · c2 білий слон · e2 білий кінь | a8 білий король · c7 біла тура · d7 чорний пішак · e7 чорний пішак · a6 білий кінь · c6 білий пішак · f6 чорний пішак · d5 чорний король · e5 білий пішак · f5 білий ферзь · a4 біла тура · b4 чорний кінь · c4 чорний пішак · a3 білий слон · b3 чорний кінь · d3 чорна тура · e3 чорний пішак · f3 білий пішак · c2 білий слон · e2 білий кінь | a8 білий король · c7 біла тура · d7 чорний пішак · e7 чорний пішак · a6 білий кінь · c6 білий пішак · f6 чорний пішак · d5 чорний король · e5 білий пішак · f5 білий ферзь · a4 біла тура · b4 чорний кінь · c4 чорний пішак · a3 білий слон · b3 чорний кінь · d3 чорна тура · e3 чорний пішак · f3 білий пішак · c2 білий слон · e2 білий кінь | a8 білий король · c7 біла тура · d7 чорний пішак · e7 чорний пішак · a6 білий кінь · c6 білий пішак · f6 чорний пішак · d5 чорний король · e5 білий пішак · f5 білий ферзь · a4 біла тура · b4 чорний кінь · c4 чорний пішак · a3 білий слон · b3 чорний кінь · d3 чорна тура · e3 чорний пішак · f3 білий пішак · c2 білий слон · e2 білий кінь | a8 білий король · c7 біла тура · d7 чорний пішак · e7 чорний пішак · a6 білий кінь · c6 білий пішак · f6 чорний пішак · d5 чорний король · e5 білий пішак · f5 білий ферзь · a4 біла тура · b4 чорний кінь · c4 чорний пішак · a3 білий слон · b3 чорний кінь · d3 чорна тура · e3 чорний пішак · f3 білий пішак · c2 білий слон · e2 білий кінь | 5 |
| 4 | a8 білий король · c7 біла тура · d7 чорний пішак · e7 чорний пішак · a6 білий кінь · c6 білий пішак · f6 чорний пішак · d5 чорний король · e5 білий пішак · f5 білий ферзь · a4 біла тура · b4 чорний кінь · c4 чорний пішак · a3 білий слон · b3 чорний кінь · d3 чорна тура · e3 чорний пішак · f3 білий пішак · c2 білий слон · e2 білий кінь | a8 білий король · c7 біла тура · d7 чорний пішак · e7 чорний пішак · a6 білий кінь · c6 білий пішак · f6 чорний пішак · d5 чорний король · e5 білий пішак · f5 білий ферзь · a4 біла тура · b4 чорний кінь · c4 чорний пішак · a3 білий слон · b3 чорний кінь · d3 чорна тура · e3 чорний пішак · f3 білий пішак · c2 білий слон · e2 білий кінь | a8 білий король · c7 біла тура · d7 чорний пішак · e7 чорний пішак · a6 білий кінь · c6 білий пішак · f6 чорний пішак · d5 чорний король · e5 білий пішак · f5 білий ферзь · a4 біла тура · b4 чорний кінь · c4 чорний пішак · a3 білий слон · b3 чорний кінь · d3 чорна тура · e3 чорний пішак · f3 білий пішак · c2 білий слон · e2 білий кінь | a8 білий король · c7 біла тура · d7 чорний пішак · e7 чорний пішак · a6 білий кінь · c6 білий пішак · f6 чорний пішак · d5 чорний король · e5 білий пішак · f5 білий ферзь · a4 біла тура · b4 чорний кінь · c4 чорний пішак · a3 білий слон · b3 чорний кінь · d3 чорна тура · e3 чорний пішак · f3 білий пішак · c2 білий слон · e2 білий кінь | a8 білий король · c7 біла тура · d7 чорний пішак · e7 чорний пішак · a6 білий кінь · c6 білий пішак · f6 чорний пішак · d5 чорний король · e5 білий пішак · f5 білий ферзь · a4 біла тура · b4 чорний кінь · c4 чорний пішак · a3 білий слон · b3 чорний кінь · d3 чорна тура · e3 чорний пішак · f3 білий пішак · c2 білий слон · e2 білий кінь | a8 білий король · c7 біла тура · d7 чорний пішак · e7 чорний пішак · a6 білий кінь · c6 білий пішак · f6 чорний пішак · d5 чорний король · e5 білий пішак · f5 білий ферзь · a4 біла тура · b4 чорний кінь · c4 чорний пішак · a3 білий слон · b3 чорний кінь · d3 чорна тура · e3 чорний пішак · f3 білий пішак · c2 білий слон · e2 білий кінь | a8 білий король · c7 біла тура · d7 чорний пішак · e7 чорний пішак · a6 білий кінь · c6 білий пішак · f6 чорний пішак · d5 чорний король · e5 білий пішак · f5 білий ферзь · a4 біла тура · b4 чорний кінь · c4 чорний пішак · a3 білий слон · b3 чорний кінь · d3 чорна тура · e3 чорний пішак · f3 білий пішак · c2 білий слон · e2 білий кінь | a8 білий король · c7 біла тура · d7 чорний пішак · e7 чорний пішак · a6 білий кінь · c6 білий пішак · f6 чорний пішак · d5 чорний король · e5 білий пішак · f5 білий ферзь · a4 біла тура · b4 чорний кінь · c4 чорний пішак · a3 білий слон · b3 чорний кінь · d3 чорна тура · e3 чорний пішак · f3 білий пішак · c2 білий слон · e2 білий кінь | 4 |
| 3 | a8 білий король · c7 біла тура · d7 чорний пішак · e7 чорний пішак · a6 білий кінь · c6 білий пішак · f6 чорний пішак · d5 чорний король · e5 білий пішак · f5 білий ферзь · a4 біла тура · b4 чорний кінь · c4 чорний пішак · a3 білий слон · b3 чорний кінь · d3 чорна тура · e3 чорний пішак · f3 білий пішак · c2 білий слон · e2 білий кінь | a8 білий король · c7 біла тура · d7 чорний пішак · e7 чорний пішак · a6 білий кінь · c6 білий пішак · f6 чорний пішак · d5 чорний король · e5 білий пішак · f5 білий ферзь · a4 біла тура · b4 чорний кінь · c4 чорний пішак · a3 білий слон · b3 чорний кінь · d3 чорна тура · e3 чорний пішак · f3 білий пішак · c2 білий слон · e2 білий кінь | a8 білий король · c7 біла тура · d7 чорний пішак · e7 чорний пішак · a6 білий кінь · c6 білий пішак · f6 чорний пішак · d5 чорний король · e5 білий пішак · f5 білий ферзь · a4 біла тура · b4 чорний кінь · c4 чорний пішак · a3 білий слон · b3 чорний кінь · d3 чорна тура · e3 чорний пішак · f3 білий пішак · c2 білий слон · e2 білий кінь | a8 білий король · c7 біла тура · d7 чорний пішак · e7 чорний пішак · a6 білий кінь · c6 білий пішак · f6 чорний пішак · d5 чорний король · e5 білий пішак · f5 білий ферзь · a4 біла тура · b4 чорний кінь · c4 чорний пішак · a3 білий слон · b3 чорний кінь · d3 чорна тура · e3 чорний пішак · f3 білий пішак · c2 білий слон · e2 білий кінь | a8 білий король · c7 біла тура · d7 чорний пішак · e7 чорний пішак · a6 білий кінь · c6 білий пішак · f6 чорний пішак · d5 чорний король · e5 білий пішак · f5 білий ферзь · a4 біла тура · b4 чорний кінь · c4 чорний пішак · a3 білий слон · b3 чорний кінь · d3 чорна тура · e3 чорний пішак · f3 білий пішак · c2 білий слон · e2 білий кінь | a8 білий король · c7 біла тура · d7 чорний пішак · e7 чорний пішак · a6 білий кінь · c6 білий пішак · f6 чорний пішак · d5 чорний король · e5 білий пішак · f5 білий ферзь · a4 біла тура · b4 чорний кінь · c4 чорний пішак · a3 білий слон · b3 чорний кінь · d3 чорна тура · e3 чорний пішак · f3 білий пішак · c2 білий слон · e2 білий кінь | a8 білий король · c7 біла тура · d7 чорний пішак · e7 чорний пішак · a6 білий кінь · c6 білий пішак · f6 чорний пішак · d5 чорний король · e5 білий пішак · f5 білий ферзь · a4 біла тура · b4 чорний кінь · c4 чорний пішак · a3 білий слон · b3 чорний кінь · d3 чорна тура · e3 чорний пішак · f3 білий пішак · c2 білий слон · e2 білий кінь | a8 білий король · c7 біла тура · d7 чорний пішак · e7 чорний пішак · a6 білий кінь · c6 білий пішак · f6 чорний пішак · d5 чорний король · e5 білий пішак · f5 білий ферзь · a4 біла тура · b4 чорний кінь · c4 чорний пішак · a3 білий слон · b3 чорний кінь · d3 чорна тура · e3 чорний пішак · f3 білий пішак · c2 білий слон · e2 білий кінь | 3 |
| 2 | a8 білий король · c7 біла тура · d7 чорний пішак · e7 чорний пішак · a6 білий кінь · c6 білий пішак · f6 чорний пішак · d5 чорний король · e5 білий пішак · f5 білий ферзь · a4 біла тура · b4 чорний кінь · c4 чорний пішак · a3 білий слон · b3 чорний кінь · d3 чорна тура · e3 чорний пішак · f3 білий пішак · c2 білий слон · e2 білий кінь | a8 білий король · c7 біла тура · d7 чорний пішак · e7 чорний пішак · a6 білий кінь · c6 білий пішак · f6 чорний пішак · d5 чорний король · e5 білий пішак · f5 білий ферзь · a4 біла тура · b4 чорний кінь · c4 чорний пішак · a3 білий слон · b3 чорний кінь · d3 чорна тура · e3 чорний пішак · f3 білий пішак · c2 білий слон · e2 білий кінь | a8 білий король · c7 біла тура · d7 чорний пішак · e7 чорний пішак · a6 білий кінь · c6 білий пішак · f6 чорний пішак · d5 чорний король · e5 білий пішак · f5 білий ферзь · a4 біла тура · b4 чорний кінь · c4 чорний пішак · a3 білий слон · b3 чорний кінь · d3 чорна тура · e3 чорний пішак · f3 білий пішак · c2 білий слон · e2 білий кінь | a8 білий король · c7 біла тура · d7 чорний пішак · e7 чорний пішак · a6 білий кінь · c6 білий пішак · f6 чорний пішак · d5 чорний король · e5 білий пішак · f5 білий ферзь · a4 біла тура · b4 чорний кінь · c4 чорний пішак · a3 білий слон · b3 чорний кінь · d3 чорна тура · e3 чорний пішак · f3 білий пішак · c2 білий слон · e2 білий кінь | a8 білий король · c7 біла тура · d7 чорний пішак · e7 чорний пішак · a6 білий кінь · c6 білий пішак · f6 чорний пішак · d5 чорний король · e5 білий пішак · f5 білий ферзь · a4 біла тура · b4 чорний кінь · c4 чорний пішак · a3 білий слон · b3 чорний кінь · d3 чорна тура · e3 чорний пішак · f3 білий пішак · c2 білий слон · e2 білий кінь | a8 білий король · c7 біла тура · d7 чорний пішак · e7 чорний пішак · a6 білий кінь · c6 білий пішак · f6 чорний пішак · d5 чорний король · e5 білий пішак · f5 білий ферзь · a4 біла тура · b4 чорний кінь · c4 чорний пішак · a3 білий слон · b3 чорний кінь · d3 чорна тура · e3 чорний пішак · f3 білий пішак · c2 білий слон · e2 білий кінь | a8 білий король · c7 біла тура · d7 чорний пішак · e7 чорний пішак · a6 білий кінь · c6 білий пішак · f6 чорний пішак · d5 чорний король · e5 білий пішак · f5 білий ферзь · a4 біла тура · b4 чорний кінь · c4 чорний пішак · a3 білий слон · b3 чорний кінь · d3 чорна тура · e3 чорний пішак · f3 білий пішак · c2 білий слон · e2 білий кінь | a8 білий король · c7 біла тура · d7 чорний пішак · e7 чорний пішак · a6 білий кінь · c6 білий пішак · f6 чорний пішак · d5 чорний король · e5 білий пішак · f5 білий ферзь · a4 біла тура · b4 чорний кінь · c4 чорний пішак · a3 білий слон · b3 чорний кінь · d3 чорна тура · e3 чорний пішак · f3 білий пішак · c2 білий слон · e2 білий кінь | 2 |
| 1 | a8 білий король · c7 біла тура · d7 чорний пішак · e7 чорний пішак · a6 білий кінь · c6 білий пішак · f6 чорний пішак · d5 чорний король · e5 білий пішак · f5 білий ферзь · a4 біла тура · b4 чорний кінь · c4 чорний пішак · a3 білий слон · b3 чорний кінь · d3 чорна тура · e3 чорний пішак · f3 білий пішак · c2 білий слон · e2 білий кінь | a8 білий король · c7 біла тура · d7 чорний пішак · e7 чорний пішак · a6 білий кінь · c6 білий пішак · f6 чорний пішак · d5 чорний король · e5 білий пішак · f5 білий ферзь · a4 біла тура · b4 чорний кінь · c4 чорний пішак · a3 білий слон · b3 чорний кінь · d3 чорна тура · e3 чорний пішак · f3 білий пішак · c2 білий слон · e2 білий кінь | a8 білий король · c7 біла тура · d7 чорний пішак · e7 чорний пішак · a6 білий кінь · c6 білий пішак · f6 чорний пішак · d5 чорний король · e5 білий пішак · f5 білий ферзь · a4 біла тура · b4 чорний кінь · c4 чорний пішак · a3 білий слон · b3 чорний кінь · d3 чорна тура · e3 чорний пішак · f3 білий пішак · c2 білий слон · e2 білий кінь | a8 білий король · c7 біла тура · d7 чорний пішак · e7 чорний пішак · a6 білий кінь · c6 білий пішак · f6 чорний пішак · d5 чорний король · e5 білий пішак · f5 білий ферзь · a4 біла тура · b4 чорний кінь · c4 чорний пішак · a3 білий слон · b3 чорний кінь · d3 чорна тура · e3 чорний пішак · f3 білий пішак · c2 білий слон · e2 білий кінь | a8 білий король · c7 біла тура · d7 чорний пішак · e7 чорний пішак · a6 білий кінь · c6 білий пішак · f6 чорний пішак · d5 чорний король · e5 білий пішак · f5 білий ферзь · a4 біла тура · b4 чорний кінь · c4 чорний пішак · a3 білий слон · b3 чорний кінь · d3 чорна тура · e3 чорний пішак · f3 білий пішак · c2 білий слон · e2 білий кінь | a8 білий король · c7 біла тура · d7 чорний пішак · e7 чорний пішак · a6 білий кінь · c6 білий пішак · f6 чорний пішак · d5 чорний король · e5 білий пішак · f5 білий ферзь · a4 біла тура · b4 чорний кінь · c4 чорний пішак · a3 білий слон · b3 чорний кінь · d3 чорна тура · e3 чорний пішак · f3 білий пішак · c2 білий слон · e2 білий кінь | a8 білий король · c7 біла тура · d7 чорний пішак · e7 чорний пішак · a6 білий кінь · c6 білий пішак · f6 чорний пішак · d5 чорний король · e5 білий пішак · f5 білий ферзь · a4 біла тура · b4 чорний кінь · c4 чорний пішак · a3 білий слон · b3 чорний кінь · d3 чорна тура · e3 чорний пішак · f3 білий пішак · c2 білий слон · e2 білий кінь | a8 білий король · c7 біла тура · d7 чорний пішак · e7 чорний пішак · a6 білий кінь · c6 білий пішак · f6 чорний пішак · d5 чорний король · e5 білий пішак · f5 білий ферзь · a4 біла тура · b4 чорний кінь · c4 чорний пішак · a3 білий слон · b3 чорний кінь · d3 чорна тура · e3 чорний пішак · f3 білий пішак · c2 білий слон · e2 білий кінь | 1 |
|   | a | b | c | d | e | f | g | h |   |

У шаховій композиції блокування поля - це одна з тем. Вона яскраво виражена в завданні-блоці Ф. Стімсона і Ф. Фінка 1920 року.
1. Лс8!
Тихий хід, що призводить до цугцвангу чорних. Тепер будь-яка їх відповідь веде до блокування поля відступу короля або відкриття лінії для далекобійних фігур білих. Як перша, так і друга зміна в позиції призводять до того, що білі наступним ходом оголошують мат чорним. 
1... Кс5 2. К:b4#
1... Kd4 2. Kf4#
1... Лd4 2. Kc3#
1... fe 2. Ф:d7#
1... dc 2. Лd8#
1... d6 2. e6#
1... e6 2. Фе4#
1... K:c6 2. Kc7#